# Pietro Martinelli
Pietro Martinelli (datas desconhecidas) foi um ciclista italiano. Competiu pela Itália na prova de velocidade nos Jogos Olímpicos de 1920, em Antuérpia.